# طالش‌محله (شفت)
گلدشت (طالش محله )، روستایی از توابع بخش مرکزی شهرستان شفت در استان گیلان ایران است.
روستای سرسبز و زیبای گلدشت با طبیعت بکر و مردم مهمان نواز، خنده رو، زحمت کش و ... در کیلومتر ۱۲ اتوبان رشت به سمت فومن  قرار دارد. 

اهالی گلدشت  برای خرید به تولم شهر (جمعه بازار) که در ۵ کیلومتری گلدشت زیبا قرار دارد مراجعه می کنند‌.
ره آورد مردم گلدشت عموماً کشاورزی بوده و محصول آنها برنج معطر هاشمی، صدری، دمسیاه و ... است.
اين  روستا  از  شمال  به  روستاي كلاشم ، از جنوب  به 
روستاي خرم بيشه ، از  شرق  به  روستاي  فشالم (قمر روستاي اصلي ) و از غرب 
به  روستاي تازه آباد كلاشم ارتباط دارد.

## جمعیت
این روستا در دهستان ملاسرا قرار دارد و براساس سرشماری مرکز آمار ایران در سال ۱۳۸۵، جمعیت آن ۶۲۶ نفر (۱۵۷خانوار) بوده‌است.